# Aeroportul Warraber Island
Aeroportul Warraber Island (IATA: SYU, ICAO: YWBS) este un aeroport din Queensland, Australia.
Situat la o altitudine de 6 m, aeroportul dispune de o singură pistă. Este operat de Torres Strait Regional Authority⁠(d).